# Sequoiitolo deidrogenasi
La sequoiitolo deidrogenasi è un enzima appartenente alla classe delle ossidoreduttasi, che catalizza la seguente reazione:
5-O-metil-mio-inositolo + NAD+ ⇄ 2D-5-O-metil-2,3,5/4,6-pentaidrossicicloesanone + NADH + H+